# Espírito Santo (Nisa)
Espírito Santo ist eine ehemalige portugiesische Gemeinde (Freguesia) im Kreis (Concelho) von Nisa. Die Gemeinde hatte 1886 Einwohner auf einer Fläche von 87,34 km².(Stand 30. Juni 2011).
Espírito Santo ist, neben Nossa Senhora da Graça, eine der zwei Ortsgemeinden der Kleinstadt Nisa.
Mit der Gebietsreform vom 29. September 2013 wurden die Gemeinden Espírito Santo, Nossa Senhora da Graça und São Simão zur neuen Gemeinde União das Freguesias de Espírito Santo, Nossa Senhora da Graça e São Simão zusammengeschlossen. Espírito Santo ist Sitz dieser neu gebildeten Gemeinde.